# 新高圓寺站
新高圓寺站（日语：／ Shin-kōenji eki */?）位於日本東京都杉並區高圓寺南二丁目，是東京地下鐵丸之內線的鐵路車站。車站編號是M 03。

## 歷史
- 1961年（昭和36年）11月1日：營團地下鐵荻窪線車站開業。
- 1972年（昭和47年）4月1日：荻窪線改稱丸之內線。
- 1995年（平成7年）3月20日：東京地鐵沙林毒氣事件發生，其中一組列車在事件發生後於本站停靠，所幸該站無人傷亡。
- 2003年（平成15年）2月：為業務委託站。
- 2004年（平成16年）4月1日：營團地下鐵民營化，由東京地下鐵繼承本車站。
- 2006年（平成18年）4月28日：丸之內線全線月臺加設月臺門。

### 站名由來
位於高圓寺地區，因已有高圓寺站而命名為新高圓寺站。

## 車站構造
本站是位於青梅街道下方的側式月台2面2線地下車站。各月台間有付費區內通道連通。站內共有三座剪票口，分別是兩月台各自的剪票口，以及池袋方向月台一個電梯專用剪票口。

### 月台配置
| 月台 | 路線     | 目的地               |
| ---- | -------- | -------------------- |
| 1    | 丸之內線 | 荻窪方向             |
| 2    | 丸之內線 | 新宿、銀座、池袋方向 |

（來源：東京地下鐵:構內圖 （页面存档备份，存于））

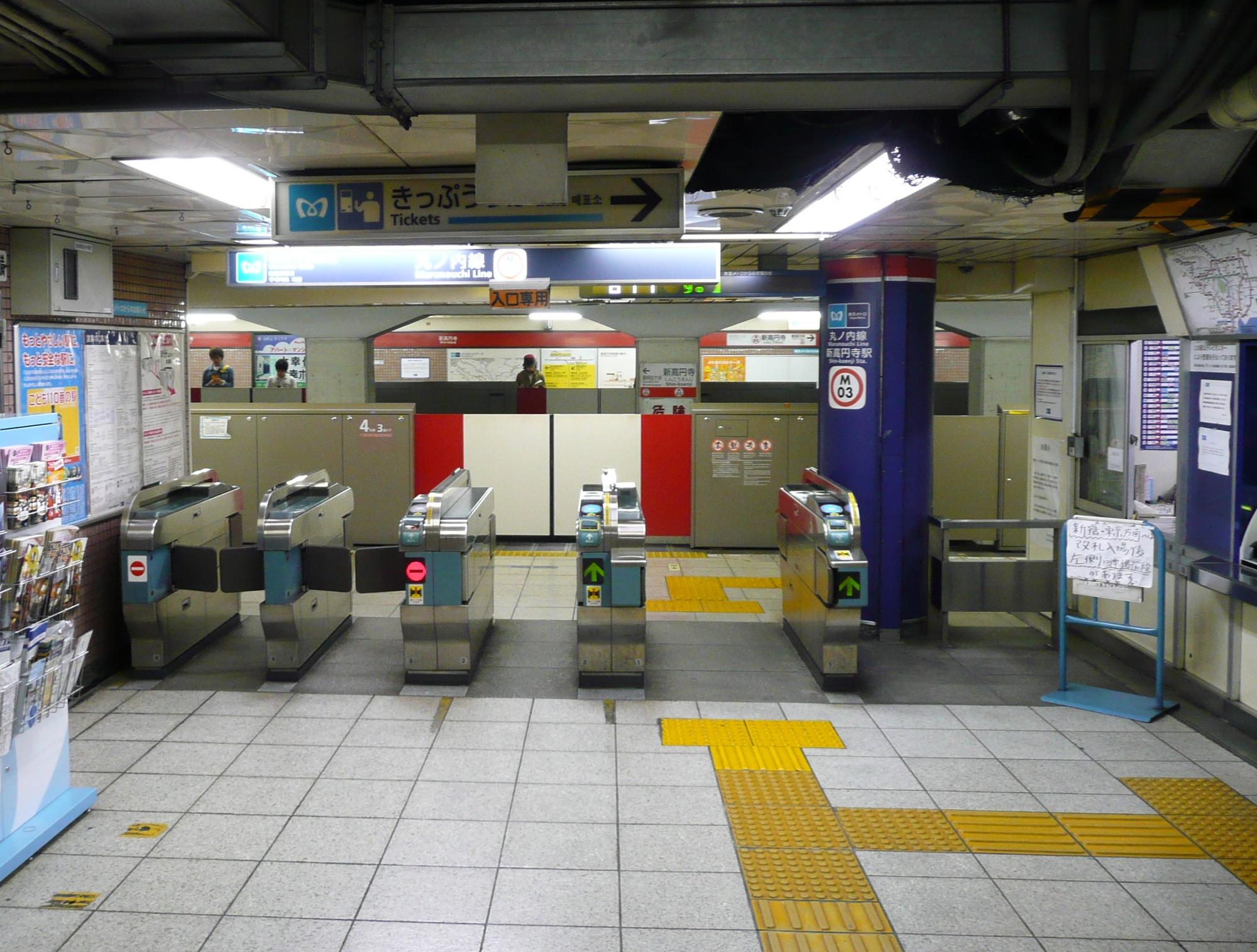
1號月台側閘口（2011年10月）
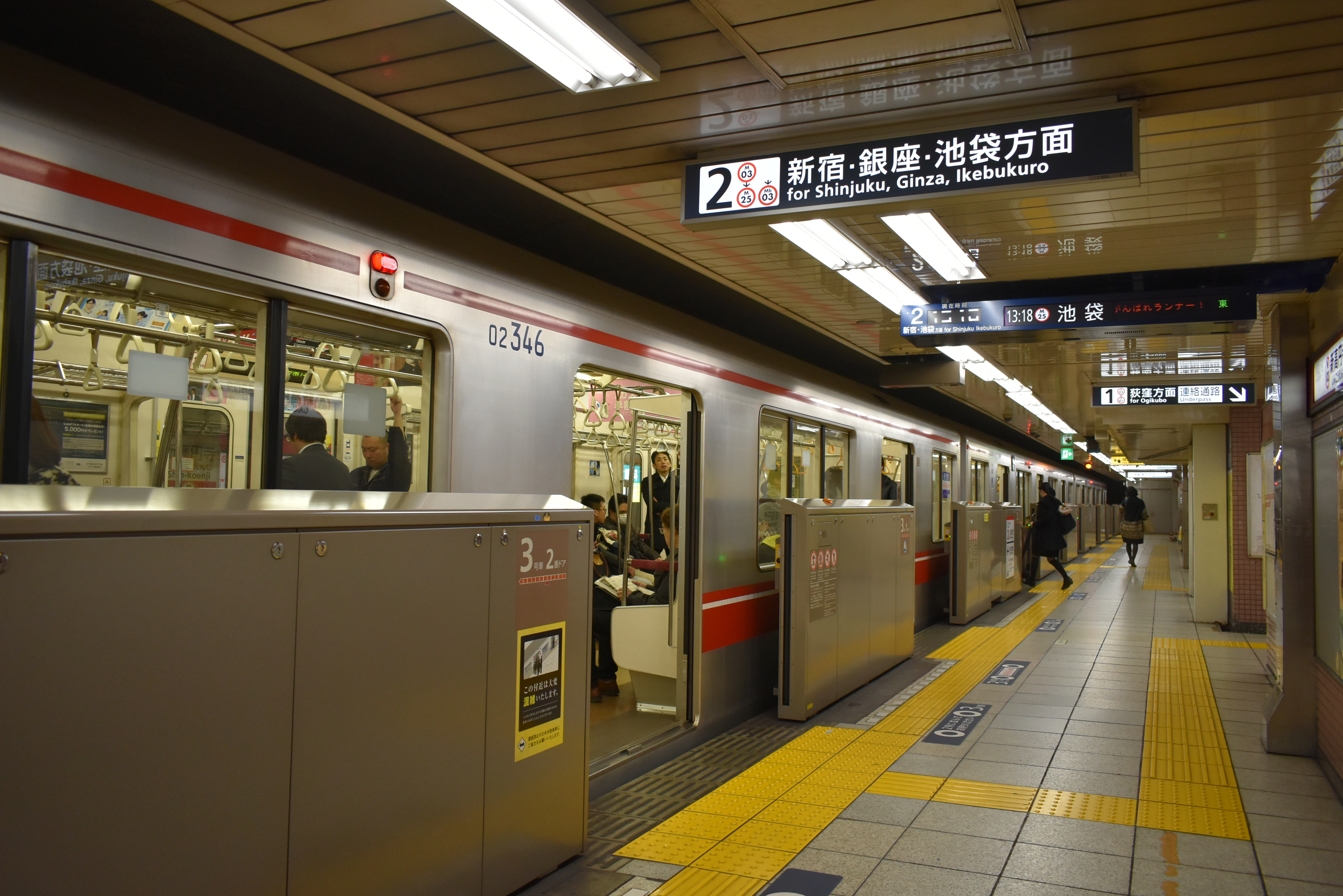
往新宿站方向月台（2019年3月1日攝）
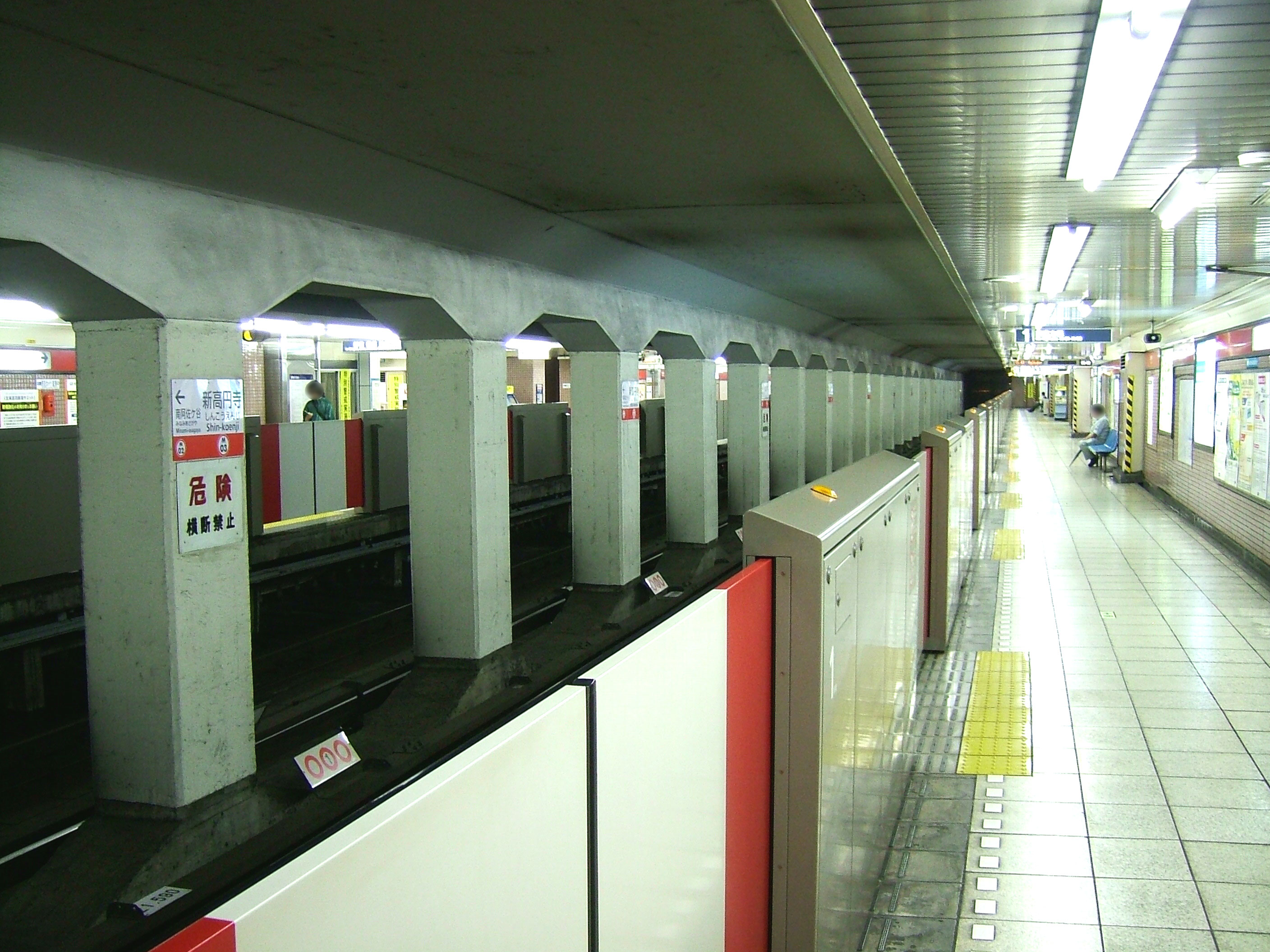
月台（2008年6月）

## 利用狀況
2017年度1日平均上下車人次為37,291人，東京地下鐵全部130個車站當中排名第100位。
近年1日平均上下車、上車人次變化如下。
| 年度               | 1日平均 上下車人次 | 1日平均 上車人次 | 來源     |
| ------------------ | ------------------ | ---------------- | -------- |
| 1992年（平成04年） |                    | 17,249           | [ * 1 ]  |
| 1993年（平成05年） |                    | 16,915           | [ * 2 ]  |
| 1994年（平成06年） |                    | 16,356           | [ * 3 ]  |
| 1995年（平成07年） | 31,043             | 16,077           | [ * 4 ]  |
| 1996年（平成08年） | 31,401             | 16,244           | [ * 5 ]  |
| 1997年（平成09年） | 31,002             | 16,022           | [ * 6 ]  |
| 1998年（平成10年） | 31,004             | 16,030           | [ * 7 ]  |
| 1999年（平成11年） | 30,364             | 15,697           | [ * 8 ]  |
| 2000年（平成12年） | 30,415             | 15,718           | [ * 9 ]  |
| 2001年（平成13年） | 30,919             | 15,803           | [ * 10 ] |
| 2002年（平成14年） | 30,217             | 15,690           | [ * 11 ] |
| 2003年（平成15年） | 30,290             | 15,732           | [ * 12 ] |
| 2004年（平成16年） | 30,951             | 15,685           | [ * 13 ] |
| 2005年（平成17年） | 30,887             | 15,608           | [ * 14 ] |
| 2006年（平成18年） | 31,257             | 15,748           | [ * 15 ] |
| 2007年（平成19年） | 32,499             | 16,437           | [ * 16 ] |
| 2008年（平成20年） | 33,316             | 16,814           | [ * 17 ] |
| 2009年（平成21年） | 32,938             | 16,734           | [ * 18 ] |
| 2010年（平成22年） | 32,918             | 16,616           | [ * 19 ] |
| 2011年（平成23年） | 32,336             | 16,410           | [ * 20 ] |
| 2012年（平成24年） | 33,392             | 16,765           | [ * 21 ] |
| 2013年（平成25年） | 34,742             | 17,458           | [ * 22 ] |
| 2014年（平成26年） | 34,819             | 17,496           | [ * 23 ] |
| 2015年（平成27年） | 35,977             | 18,071           | [ * 24 ] |
| 2016年（平成28年） | 36,767             | 18,449           | [ * 25 ] |
| 2017年（平成29年） | 37,291             |                  |          |

## 車站周邊
站前至高圓寺站之間有高圓寺look商店街（高円寺ルック商店街）、高圓寺pal商店街（高円寺パル商店街）。車站北側有許多寺院，地名由來的「高圓寺」也在其中。車站東側有環七通與荒玉水道道路。
這裡也是往秋留野市五日市的五日市街道起點。
青梅街道（東京都道4號東京所澤線、東京都道5號新宿青梅線）通過車站前方。
- 堀之內齋場（日语：堀ノ内斎場）
- 堀之內妙法寺（日语：妙法寺 (杉並区)）
- Seshion杉並（日语：セシオン杉並）
  - 杉並區社會教育中心
  - 杉並區高圓寺地域區民中心
  - 杉並區役所（日语：杉並区役所）高圓寺區民事務所
- 杉並福祉事務所高圓寺事務所
- 杉並區高圓寺保健中心
- 東京都交通局小瀧橋自動車營業所杉並支所（日语：都営バス杉並支所）
- 學校法人光鹽女子學院（日语：学校法人光塩女子学院）
  - 光鹽女子學院中等科、高等科（日语：光塩女子学院中等科・高等科）
- 學校法人堀之內學園
  - 東京立正短期大學
  - 東京立正中學校、高等學校（日语：東京立正中学校・高等学校）
- 新高圓寺站前郵局
- 杉並松之木郵局
- 三平Store（日语：三平ストア）高圓寺店
- Queen's伊勢丹（日语：クイーンズ伊勢丹）新高圓寺店
- 瑞穗銀行高圓寺分行

## 巴士路線

### 新高圓寺
青梅街道下行
- 澀66（都營、京王）：往阿佐谷站

青梅街道上行
- 澀66（都營、京王）：經代田橋往澀谷站
- 澀66（都營）：往杉並車庫（日语：都営バス杉並支所）前
- 澀66（都營）：往和田堀橋
- 澀66（京王）：往方南町

### 新高圓寺站
實際上沒有乘車處編號。
乘車處1（站前 青梅街道上）
- 中35、高43：往五日市街道營業所
- 中36：經五日市街道營業所、松庵往吉祥寺站
- 高45、新02（關東、京王）：經松之木住宅往永福町
- 深夜中距離巴士：下車專用

乘車處2、乘車處4
- 高43：往高圓寺站南口
- 高45（關東、京王）：往高圓寺站南口
- 高46（京王）：往高圓寺站南口

### 大法寺前
實際上沒有乘車處編號。
乘車處1（五日市街道下行）
- 中35、高43：往五日市街道營業所
- 中36：經五日市街道營業所、松庵往吉祥寺站
- 高45、新02（關東、京王）：經松之木住宅往永福町

乘車處2、乘車處4
- 中35、中36：往中野站
- 高43：往高圓寺站南口
- 高45（關東、京王）：往高圓寺站南口

## 相鄰車站
東京地下鐵
 丸之內線
南阿佐谷（M 02）－新高圓寺（M 03）－東高圓寺（M 04）

### 來源
東京都統計年鑑
1. ↑  .   [2017-03-11]. （原始内容存档于2013-08-15）.
2. ↑  .   [2017-03-11]. （原始内容存档于2013-02-03）.
3. ↑  .   [2017-03-11]. （原始内容存档于2013-02-03）.
4. ↑  .   [2017-03-11]. （原始内容存档于2013-02-03）.
5. ↑  .   [2017-03-11]. （原始内容存档于2013-02-03）.
6. ↑  .   [2017-03-11]. （原始内容存档于2016-03-04）.
7. ↑  東京都統計年鑑（平成10年）PDF
8. ↑  東京都統計年鑑（平成11年）PDF
9. ↑  .   [2017-03-11]. （原始内容存档于2016-03-04）.
10. ↑  .   [2017-03-11]. （原始内容存档于2016-03-04）.
11. ↑  .   [2017-03-11]. （原始内容存档于2017-07-29）.
12. ↑  .   [2017-03-11]. （原始内容存档于2017-07-29）.
13. ↑  .   [2017-03-11]. （原始内容存档于2017-07-29）.
14. ↑  .   [2017-03-11]. （原始内容存档于2017-07-29）.
15. ↑  .   [2017-03-11]. （原始内容存档于2017-07-29）.
16. ↑  .   [2017-03-11]. （原始内容存档于2017-07-29）.
17. ↑  .   [2017-03-11]. （原始内容存档于2017-07-29）.
18. ↑  .   [2017-03-11]. （原始内容存档于2016-03-26）.
19. ↑  .   [2017-03-11]. （原始内容存档于2016-03-27）.
20. ↑  .   [2017-03-11]. （原始内容存档于2016-03-25）.
21. ↑  .   [2017-03-11]. （原始内容存档于2016-03-27）.
22. ↑  .   [2017-03-11]. （原始内容存档于2016-03-22）.
23. ↑  .   [2017-03-11]. （原始内容存档于2017-07-30）.
24. ↑  .   [2019-01-06]. （原始内容存档于2018-11-09）.
25. ↑  .   [2019-01-06]. （原始内容存档于2019-05-02）.

## 外部連結
- 新高圓寺/M03 | 路線・車站資訊 | 東京地下鐵